# Salar del Carmen
El salar del Carmen es una zona geográfica ubicada dentro de la cuenca de la quebrada de Caracoles que se extiende al este del puerto de Antofagasta.
Luis Risopatrón menciona en su diccionario otro salar homónimo ubicado más al norte que el de este artículo.: 788 

## Ubicación y connotación
El nombre "salar del Carmen" es llevado por varios objetos de diferente índole.
1. Salar del Carmen, una cuenca endorreica ubicada dentro de la cuenca de la quebrada de Caracoles.
2. Falla geológica del salar del Carmen.[2]
3. Humedal urbano Salar del Carmen en la comuna de Antofagasta.[3]
4. SQM Salar del Carmen, una planta de producción de litio de la Sociedad Química y Minera de Chile en la zona.

## Historia
Los derechos de explotación del salitre en el salar del Carmen fueron entregados a mediados del siglo XIX por el gobierno de Bolivia a la antecesora de la Compañía de Salitres y Ferrocarril de Antofagasta. El intento de Hilarión Daza de cobrar nuevos impuestos en contra de lo estipulado por el Tratado de límites entre Bolivia y Chile de 1874 fue una de las causas detonantes de la guerra del Pacífico.
Risopatrón describe brevemente la aldea surgida de la explotación del salitre:: 788 
Salar del Cármen (Aldea). De corto caserío formada por los esplotadores del salitre, se encuentra en la parte NW del salar del Cármen.
Francisco Solano Asta-Buruaga y Cienfuegos escribió en 1899 en su Diccionario Geográfico de la República de Chile sobre el salar:
Carmen (Salar del) 23° 38' 70° 18'. Tiene una costra de sal común de 8 a 10 centímetros de espesor, como campo escoriáceo, debajo de la cual se encuentra buen caliche en una capa de 20 centímetros de grueso; se halla a unos 550 m de altitud, bordeado por cerrillos de arcillas coloradas, a unos 30 kilómetros por ferrocarril, hacia el E del puerto de Antofagasta. Es conocido desde el año de 1867. 91, 40, p. 120; 156; i 161, II, p. 275; i saladar en 155, p. 126.
También se refiere al salar de más al norte:
Carmen (Salar del) 20° 30' 69° 59'. Es pequeño i se encuentra a corta distancia al N del de El Soronal, hacia el SW de la salitrera Esmeralda. 136; i saladar en 155, p. 126.